# Brandon Eggum

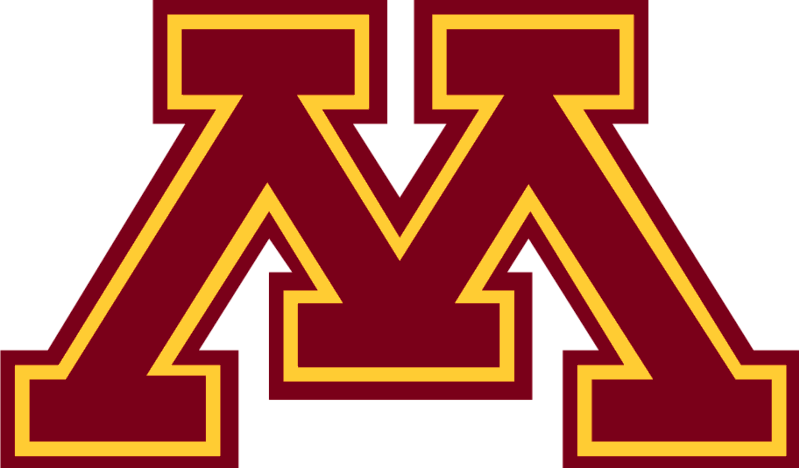
Zawodnik Minnesota Golden Gophers

Brandon Eggum (ur. 4 sierpnia 1976) – amerykański zapaśnik w stylu wolnym. Srebrny medalista mistrzostw świata w 2001. Drugi na mistrzostwach panamerykańskich w 2002 roku.
Zawodnik Sidney High School z Sidney i University of Minnesota. Trzy razy All-American (1998–2000) w NCAA Division I, drugi w 1999; trzeci w 2000 i piąty w 1998 roku.